# Portugese Surinamers
Portugese Surinamers zijn een bevolkingsgroep in Suriname. De eerste Portugezen waren Sefardische Joden en kwamen in de 17e eeuw aan. De tweede groep is afkomstig van het eiland Madeira en kwam vanaf 1853 aan als contractarbeider.

## Portugese Joden (17e eeuw)
Vermoedelijk kwamen in het jaar 1600 al Joden uit Portugal naar in Suriname. Het gebied ging in 1667 over van het Verenigd Koninkrijk naar de Zeven Verenigde Nederlanden. In Portugal werden Joden vervolgd vanwege hun geloof. Een groep vluchtte aanvankelijk naar Amsterdam en ging onder aanvoering van David Cohen Nassy in 1664 naar Cayenne. Omdat ze daar geen plantages mochten oprichten trokken ze door naar Suriname. Ze richtten een grote nederzetting op de Jodensavanne op met de stenen synagoge Beracha Ve Shalom. Ze kregen het recht op eigen rechtspraak en om hun religie te beoefenen. Pas later kwamen ook Hoogduitse Asjkenazische Joden naar Suriname.

## Portugese contractarbeiders (1853-1864)

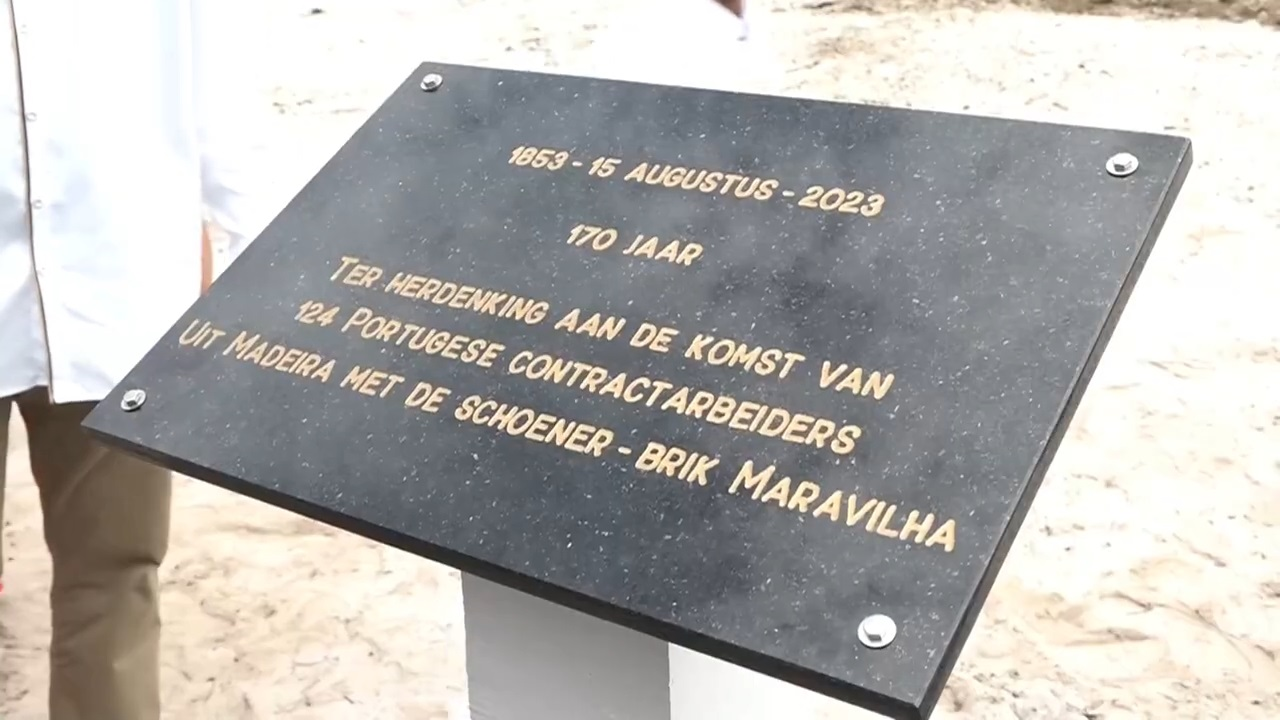
Plaquette 170 jarig jubileum in Nieuw-Amsterdam

Op 15 augustus 1853 zetten de eerste Portugese contractarbeiders voet aan wal in Suriname. Dit was eerder, nog wel in hetzelfde jaar, dan de eerste Chinese contractarbeiders in Suriname. De Portugezen kwamen met 124 aan boord van de schoener Maravilha. In de Hoornsche Courant van 1 oktober 1853 was er verbazing over de bij elkaar130 personen aan boord, "terwijl tegenwoordig in Europa zooveel maatregelen worden genomen, om het vervoer van een groot aantal landverhuizers op een en hetzelfde schip tegen te gaan, een overvoer als deze, die maar al te zeer aan de opeenpakking der slavenhalers herinnert, heeft kunnen plaats hebben." Op de terugreis nam de Maravilha goederen uit Suriname mee, te weten 72 vaten melasse, 10 vaten suiker en 6 vaten (puncheons) rum.
De Portugese contractarbeiders waren afkomstig van het eiland Madeira en waren eigenlijk gerekruteerd voor Brits-Guyana. Voor de kust van Marowijne waarschuwde een Engelse kapitein echter dat er een epidemie met gele koorts heerste in Demerara. Om te voorkomen dat de verzwakte passagiers ermee in contact zouden komen, werden ze eerst opgevangen door het koloniale bestuur. In Suriname werden contracten getekend met dezelfde arbeidsvoorwaarden en betalingen zoals die vanuit Brits-Guyana aan de Portugezen waren geboden. De contractarbeiders uit Madeira gingen aan het werk op de plantages van Boxel, Katwijk en Suzanna's Daal in Commewijne.
In 1854 volgde een groep van 155 immigranten op de schoeners Libania en Adelaida, in 1863 kwamen 36 aan en in 1864 nog eens 188. Een poging in 1884 mislukte. Wel kwamen nog Madeirezen van Brits-Guyana naar Suriname. In het totaal kwamen meer dan vijfhonderd immigranten uit Madeira naar Suriname. Van hen was 60% man, 20% vrouw en 20% kind. De sterfte onder hen was hoog. Van de 224 immigranten die van 1863 tot 1864 aan was gekomen, was vijftig procent na drie jaar overleden. De gouverneur (Charles Pierre Schimpf) legde de schuld bij de bevolkingsgroep zelf. Een vergelijkbare hoge sterfte was jaren eerder te zien geweest bij de boeroes. Pas begin 21e eeuw ontdekt Jaap van Dissel van het Leids Universitair Medisch Centrum dat dysenterie daar de doodsoorzaak was geweest, veroorzaakt door het drinken van verontreinigd rivierwater. Zelfs na de besmetting hadden boeroes van de dood gered kunnen worden door over te gaan op schoon drinkwater.
De meeste arbeiders keerden na het uitdienen van hun contract terug naar Madeira. De meeste achterblijvers stopten met landbouw en gingen door in de handel. Zij integreerden snel in de Surinaamse samenleving. Het aantal Portugese winkels in Paramaribo steeg van 25 in 1879 naar 50 in 1898. Zij werden echter geen grote handelsgroep door de concurrentie met Libanese Surinamers en Chinese Surinamers.
Ter herinnering aan de aankomst werd in 2023 een plaquette voor 170 jaar Portugese immigratie onthuld. Dit was de eerste keer dat er in Suriname met een gedenkteken werd stilgestaan bij de komst van de Madeirese Portugezen.